# Margaret Mbeiza Kisira
Margaret Mbeiza Kisira (nascida em 18 de novembro de 1973) é uma hoteleira, política e legisladora do Uganda. Ela é a representante feminina do distrito de Kaliro no parlamento do Uganda. Ela também é membro do Movimento de Resistência Nacional (NRM), o partido na liderança política no Uganda sob a presidência de Yoweri Kaguta Museveni, presidente da república. Ela foi nomeada ministra de estado para a monitorização económica em 2009 pelo presidente Museveni, mas a sua nomeação foi bloqueada pelo parlamento do Uganda.

## Educação
Margaret Mbeiza começou a sua educação primária na escola primária da igreja Kaliro do Uganda, onde fez os exames de conclusão do ensino fundamental (PLE) em 1987; ela mais tarde ingressou na escola secundária wanyange para meninas e fez os exames da Certificado de Educação do Uganda (UCE) em 1991; depois disso, matriculou-se na escola secundária de Budoni para a sua educação de nível A e obteve o seu Certificado Avançado de Educação no Uganda (UACE) em 1998. Mais tarde, ela ingressou na Universidade Nkumba, onde se graduou como bacharel em Ciências do Turismo.

## Carreira
Margaret Mbeiza trabalhou sob o presidente como comissária distrital residente (RDC) do distrito de Mayuge de 2012 a 2015; antes disso havia actuado como parlamentar do distrito de Kaliro entre 2006 e 2011. Ela também actuou como porta-voz do Governo local do distrito de Kamuli entre 2001 e 2005. Ela é actualmente a representante membro do parlamento pelo distrito de Kaliro de 2016 até à actualidde.